# Tournée de l'équipe d'Afrique du Sud de rugby à XV en 1912-1913

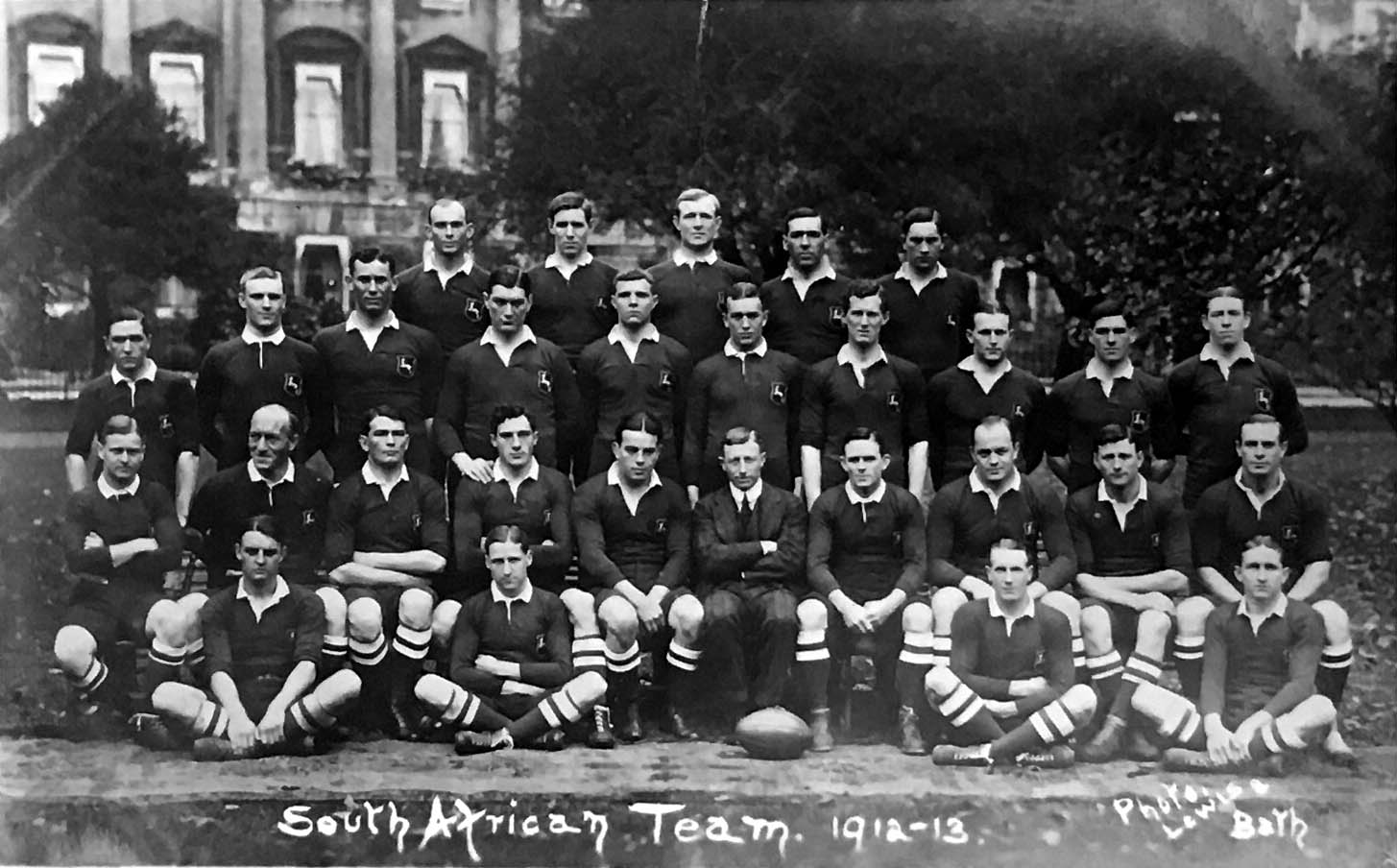
L'équipe d'Afrique du Sud qui effectue la tournée en 1912-1913.

L'équipe d'Afrique du Sud a réalisé un Grand Chelem (quatre victoires en quatre matches) lors de sa tournée en Grande-Bretagne et en Irlande en 1912-1913. 
Cette victoire 4 à 0 est la première d'une série de quatre victoires, performance jamais égalée par aucune autre équipe majeure de l'hémisphère Sud.
18 joueurs ont contribué à ce succès. 

## Avants
- Dougie Morkel (4 matches, 1 fois capitaine, 3 pénalités, 1 transformation, 11 points)
- Tom van Vuuren (4 matches)
- Tommy Thompson (3 matches)
- Baby Shum (1 match)
- Sep Ledger (3 matches)
- John Luyt (3 matches)
- Joe Francis (4 matches, 1 essai, 3 points)
- Boy Morkel (4 matches, 1 essai, 3 points)
- Saturday Knight (4 matches)
- Billy Millar (2 matches, 1 fois capitaine,  1 essai, 3 points)

## Demis de mêlée
- Uncle Dobbin (3 matches, 1 fois capitaine)
- John McCulloch (1 match)

## Demi d’ouverture
- Lammetjie Luyt (4 matches, 1 transformation, 2 points)

## Trois-quarts centre
- Dick Luyt (4 matches)
- Jacky Morkel (4 matches, 3 essais, 9 points)

## Trois-quarts aile
- Boetie McHardy (4 matches, 4 essais, 12 points)
- Jan Stegmann (4 matches, 5 essais, 15 points)

## Arrière
- Gerhard Morkel (4 matchs, 4 transformations, 8 points)

## Résultats des matches
| No | Date             | Lieu                               | Match                           | Score  | Compétition |
| -- | ---------------- | ---------------------------------- | ------------------------------- | ------ | ----------- |
| 1  | 23 novembre 1912 | Inverleith, Écosse                 | Écosse – Afrique du Sud         | 0 – 16 | test match  |
| 2  | 30 novembre 1912 | Lansdowne Road, Dublin, Irlande    | Irlande – Afrique du Sud        | 0 – 38 | test match  |
| 3  | 14 décembre 1912 | Arms Park, Cardiff, Pays de Galles | Pays de Galles – Afrique du Sud | 0 – 3  | test match  |
| 4  | 4 janvier 1913   | Twickenham, Londres, Angleterre    | Angleterre – Afrique du Sud     | 3 – 9  | test match  |
| 5  | 11 janvier 1913  | Stade du Bouscat, Bordeaux, France | France – Afrique du Sud         | 5 – 38 | test match  |

## Points marqués par les Springboks

### Match contre l'Écosse
- Jan Stegmann  6 points (deux essais)
- Boetie McHardy 3 points (un essai)
- Boy Morkel 3 points  (un essai)
- Dougie Morkel 2 points  (une transformation)
- Gerhard Morkel 2 points  (une transformation)

### Match contre l'Irlande
- Boetie McHardy 9 points  (trois essais)
- Jan Stegmann 9 points  (trois essais)
- Jacky Morkel 6 points  (deux essais)
- Joe Francis 3 points  (un essai)
- Billy Millar 3 points  (un essai)
- Gerhard Morkel 6 points  (trois transformations)
- Lammetjie Luyt 2 points  (une transformation)

### Match contre le pays de Galles
- Dougie Morkel 3 points  (une pénalité)

### Match contre l'Angleterre
- Jacky Morkel 3 points  (un essai)
- Dougie Morkel 6 points  (deux pénalités)

## Meilleur réalisateur
- Jan Stegmann 15 points  (5 essais)

## Meilleur marqueur d'essais
- Jan Stegmann 5 essais